# Chahār Farsakh
Chahār Farsakh (persiska: چهار فرسخ, Chehār Farsang, Chehār Farsakh, Chahār Farsang) är en ort i Iran.   Den ligger i provinsen Khorasan, i den östra delen av landet, 900 km sydost om huvudstaden Teheran. Chahār Farsakh ligger 1 543 meter över havet och antalet invånare är 656.
Terrängen runt Chahār Farsakh är varierad.  Trakten runt Chahār Farsakh är nära nog obefolkad, med mindre än två invånare per kvadratkilometer. Närmaste större samhälle är Shūsef, 20,0 km nordost om Chahār Farsakh. Trakten runt Chahār Farsakh är ofruktbar med lite eller ingen växtlighet.